# Науменко Людмила Григорівна
Людми́ла Нау́менко (* 1993) — українська баскетболістка-форвард національної збірної України з баскетболу та київського «Динамо-НПУ».

## Біографія
Народилася 1993 року в селі Помоклі Київської області.
Розпочала свою професійну кар'єру в команді «Регіна-Баскет-Бар», яка базувалася у райцентрі Бар, що на Вінниччині, де в підсумку провела чотири роки. У 2013 році прийняла пропозицію київського «Тім-СКУФ», з яким здобула срібні нагороди чемпіонату в сезоні 2013/14.
У 2014 році вперше поїхала виступати закордон в казахську «Астану», де вперше в кар'єрі здобула золото національного чемпіонату і вийшла до фіналу Кубка Казахстана. Також в тому сезоні отримала важку травму — розрив хрестоподібної зв'язки.
У 2015 році після відновлення від травми підписала контракт із бельгійським «Касторс Брен». Після виступів у чемпіонаті Бельгії повернулася до Казахстану в команду «Окжетпес», з якою вдруге здобула золоті нагороди чемпіонату (в середньому набирала 14,2 очка та 10,4 підбирання за гру).
В липні 2016 року разом із співвітчизницею Аліною Ягуповою перейшла французького «ЕСБ Вільнев-д'Аск». Українки доклали максимум зусиль до здобуття першого в історії клубу чемпіонства. У фінальнних матчах плей-оф з рахунком 3:1 був обіграний «Латтес Монпельє».
Із 2017 по 2021 роки була гравчинею турецької команди «Çukurova Basketbol».
Починаючи із 2021 року змінила три команди. Наразі є гравцем київського «Динамо-НПУ».
Виступала в клубах:
- 2009—2013 — «Регіна-Баскет-Бар»
- 2013—2014 — «Тім-Скуф»
- 2014—2015 — «Тигри Астани»
- 2015 — «Касторс Брен» (Basketball Club Braine Beavers) Бельгія
- 2016 — «Окжетпес» (Казахстан)
- 2016—2017: «ЕСБ Вільнев-д'Аск» (Villeneuve d'Ascq)
- 2017—2021 — «Çukurova Basketbol».
- 2021 — Елітцур" (Рамла, Ізраїль)
- 2021 — БК «Прометей»
- 2021-2022 — «Динамо-НПУ» (Київ)

Кар'єра в збірній
Людмила Науменко є гравчинею національної команди України. Свого часу пограла за всі вікові збірні: U-16, U-18 і U-20. Станом на 31.12.2021 провела за національну команду 39 матчів і здобула 235 очок (в середньому 6.0 пунктів за гру).
Титули та досягнення:
Чемпіонка Казахстану (2): 2015, 2016
Чемпіонка Франції (1): 2016/17
Срібна призерка чемпіонату України (2): 2011/12, 2013/14
Срібна призерка чемпіонату Туреччини (1): 2018/19
Фіналістка Кубка Європи (1): 2016/17